# Yann Gontard

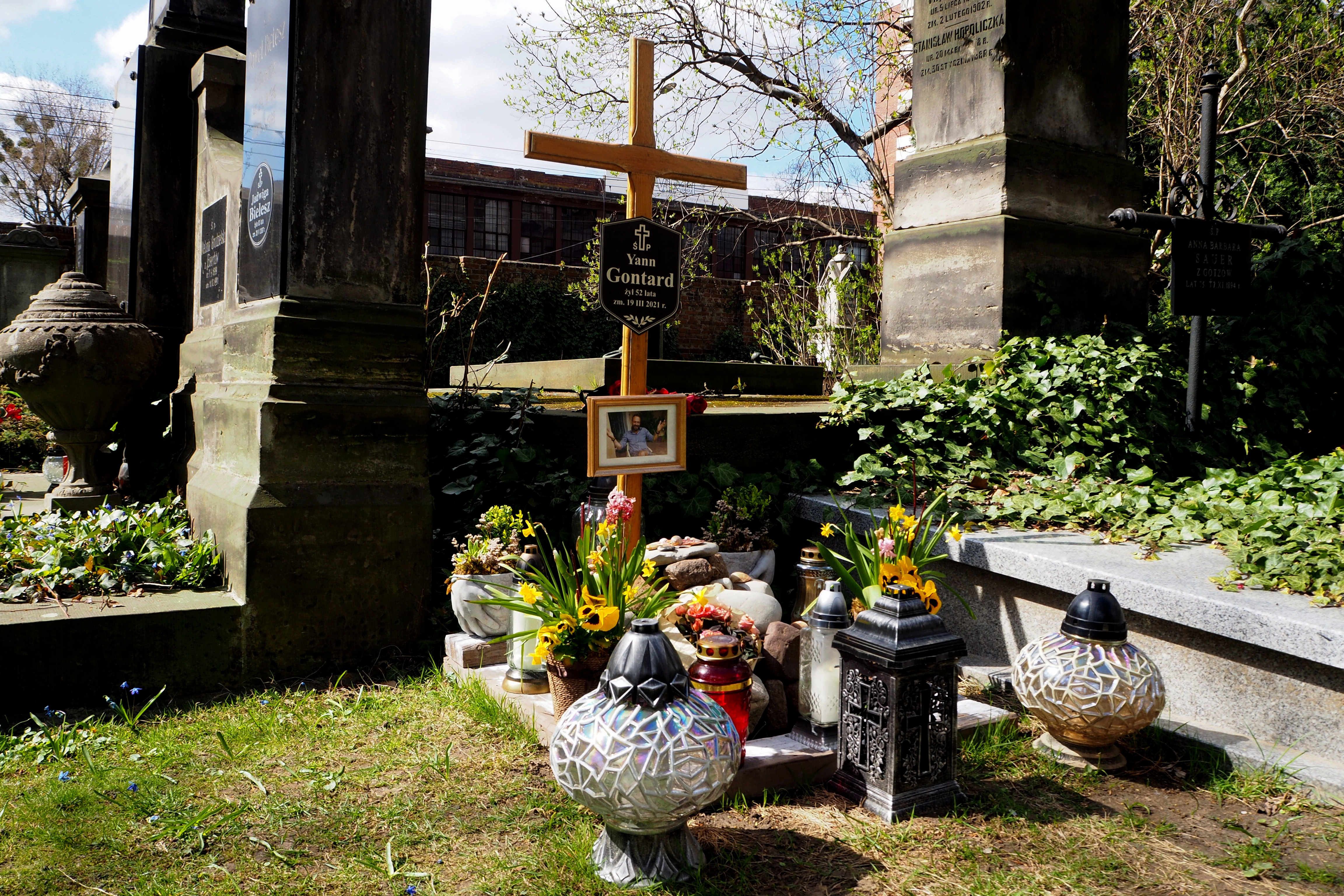
Grób Yanna Gontarda na Cmentarzu ewangelicko-reformowanym w Warszawie

Yann Gontard (ur. 1969 we Francji, zm. 19 marca 2021 w Warszawie) – francuski przedsiębiorca, zarządca korporacyjny i dziennikarz związany z polskojęzycznymi mediami.
Zawodowo związał się z polskimi przedsiębiorstwami. Od roku 1992 mieszkał i pracował w Polsce na stałe. W latach 1992–2001 związany był z dziennikami regionalnymi wydawanymi przez wydawnictwo Polska Press. W 1993 podjął zatrudnienie w Dzienniku Bałtyckim jako kontroler zarządzania. Potem zarządzał Dziennikiem Bałtyckim i Wieczorem Wybrzeża. Od 1999 do 2001 był dyrektorem zarządzającym Gazety Poznańskiej i Expressu Poznańskiego.
Po zakończeniu pracy w sektorze medialnym sprawował funkcję dyrektora zarządzającego TP Internet w Orange Polska, a także dyrektora zarządzającego Sitel Polska. W 2007 roku rozpoczął zatrudnienie w przedsiębiorstwie Sodexo Polska. Był tam dyrektorem generalnym na Polskę, a od końca 2012 roku dyrektorem generalnym na Europę Centralną, odpowiadając za prowadzenie działań Sodexo w Polsce, Czechach i na Słowacji. Od września 2015 roku pełnił funkcję dyrektora generalnego segmentu korporacyjnego na Europę Centralną, a od maja 2018 roku odpowiadał za cały region (Polska, Czechy, Słowacja, Rumunia i Węgry) jako tzw. Region Chairman. Z Sodexo odszedł w 2020 roku.
Uprawiał rugby, bieg maratoński, triatlon, startował z powodzeniem w zawodach ironmanów (przebiegł jedenaście maratonów i ukończył dwanaście triathlonów typu ironman).
Miał polskie obywatelstwo. Zmarł z powodu infekcji COVID-19. Pochowano go 10 kwietnia 2021 roku na Cmentarzu Ewangelicko-Reformowanym w Warszawie (kwatera A-3-1b).